# Dolce di latte
Dolce di latte è un film del 2014 diretto da Gianni Leacche. 
La pellicola è conosciuta anche col titolo Pietralata. Nato come protesta nei confronti dell'attuale industria cinematografica, è stato girato nel 2007 nell'omonimo quartiere di Roma, nella zona est della città.
Il film nel 2020 è stato ripresentato con il titolo Alle 3 di notte, distribuito in streaming da Amazon Prime.
Tra gli interpreti anche l’attore Edoardo Velo che interpreta se stesso.

## Trama
Roma, quartiere di Pietralata. Edoardo e Giancarlo, due attori, si ritrovano dopo molti anni, ancora intenzionati a realizzare il loro sogno di sfondare nel cinema; i due, però, ben presto si rendono conto dell'inefficienza dell'industria cinematografica, e sono inoltre alle prese con problemi personali: Edoardo in preda ad una forte depressione, e Giancarlo che la sua famiglia vorrebbe trovasse lavoro fisso come tassista. La situazione dei due amici viene alleggerita, almeno un po', da due donne, Lucrezia e Francesca.